# Vết thương
Vết thương là tình trạng thương tổn khi da bị rách, cắt hoặc đâm thủng (vết thương hở) hoặc bị tác động bởi một lực gây ra chấn thương (vết thương đóng). Trong bệnh lý, nó được xem là vết thương mạnh gây tổn hại lớp biểu bì da.

## Phân loại

### Vết thương hở

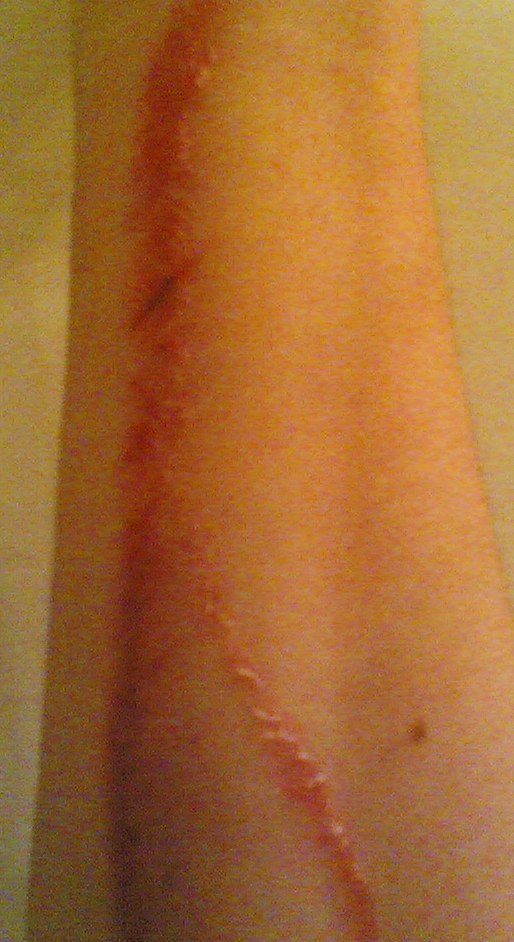
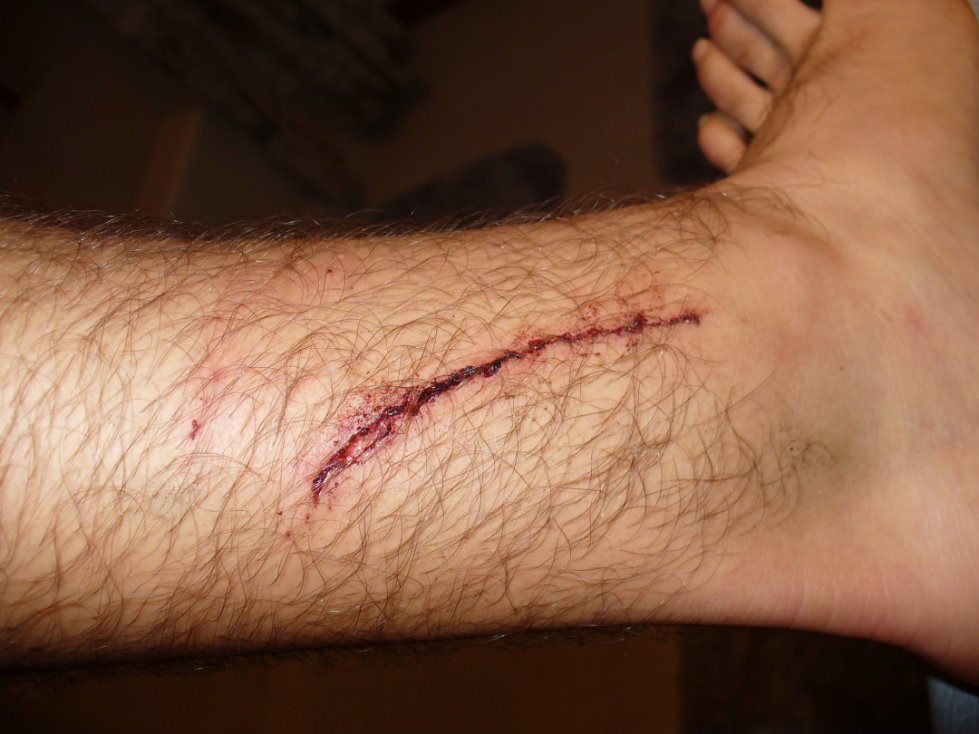
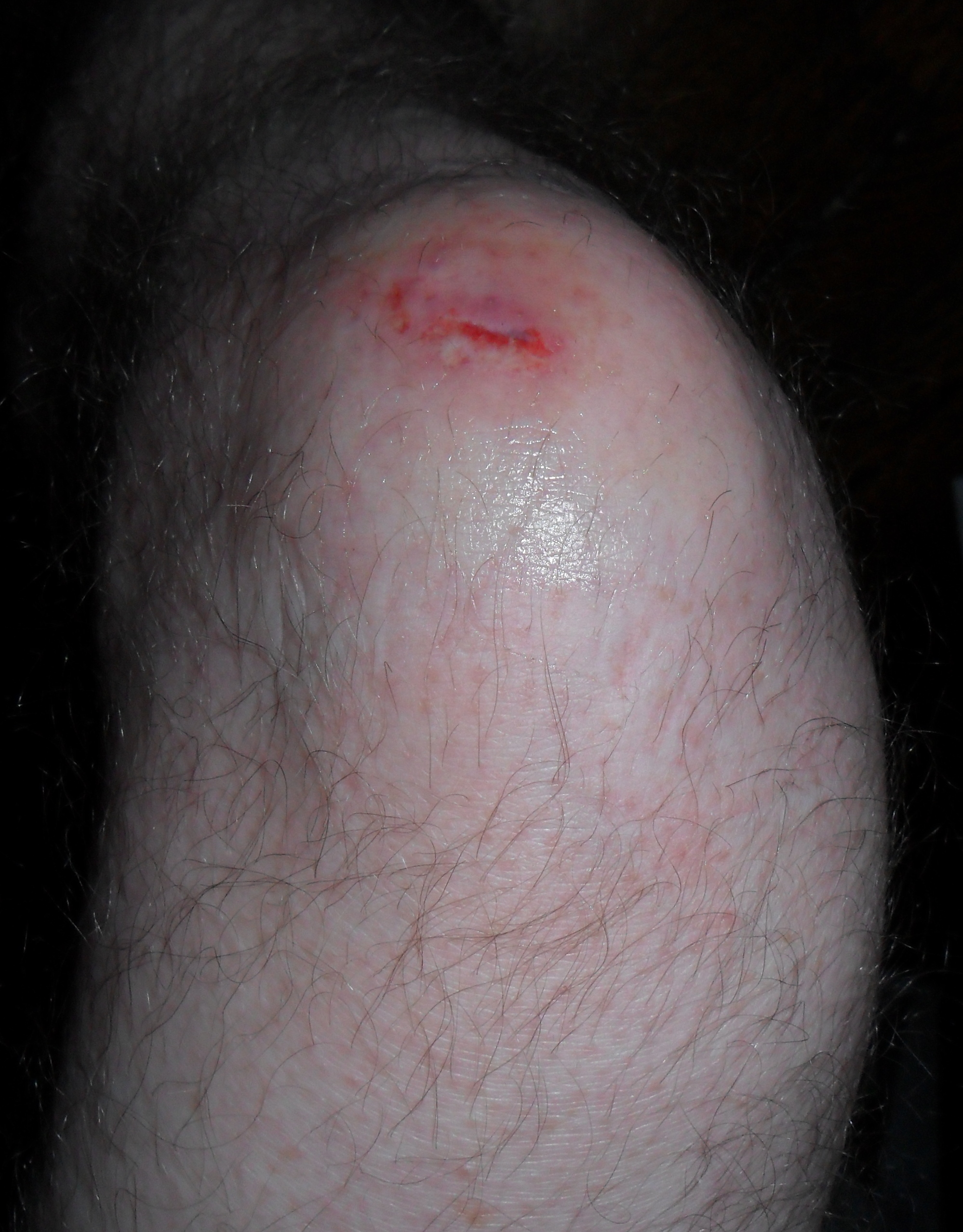
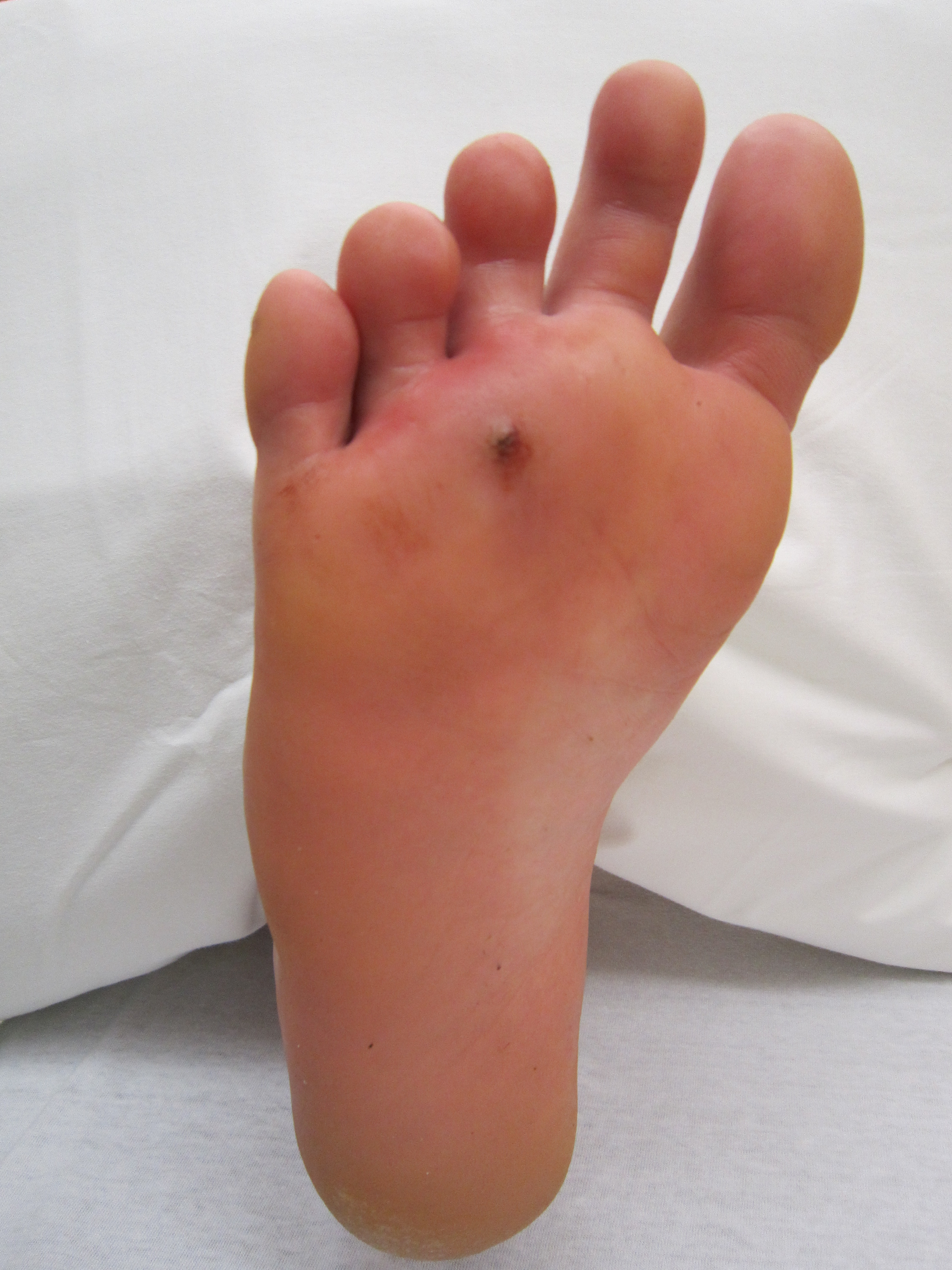
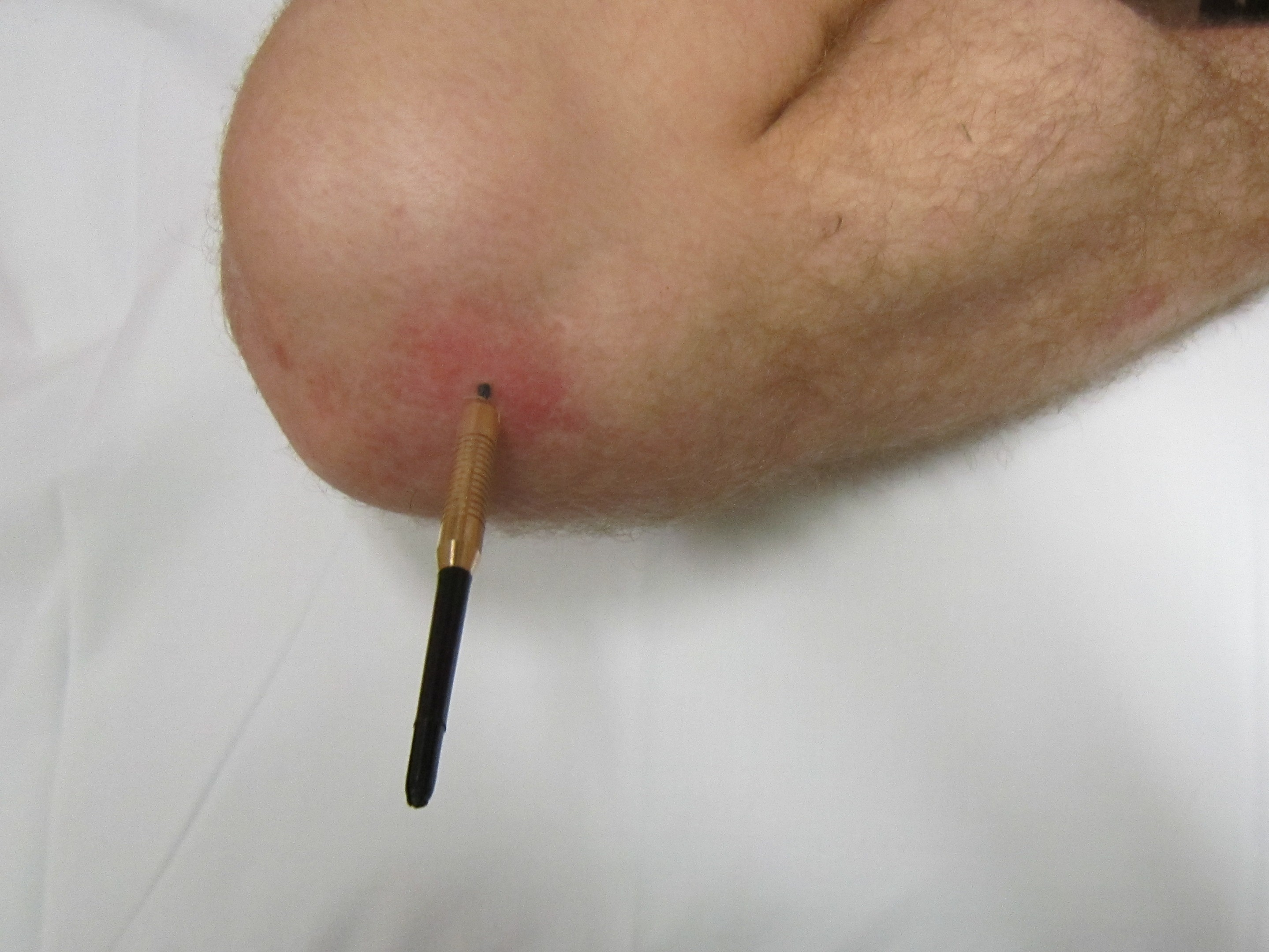

Các vết thương hở là tình trạng bề ngoài da không còn nguyên vẹn bị rách, vết thương này thường có nguy cơ nhiễm khuẩn rất cao. Chính vì vậy, để giúp vết thương hở mau lành cần phối hợp đảm bảo cách xử lý vết thương hở chính xác và bổ sung dinh dưỡng giúp tái tạo tế bào mới. Cần xử lý nhanh để tranh nhiễm khuẩn gây nhiễm trùng. Các dạng vết thương hở gồm trầy xước, rách, thủng.

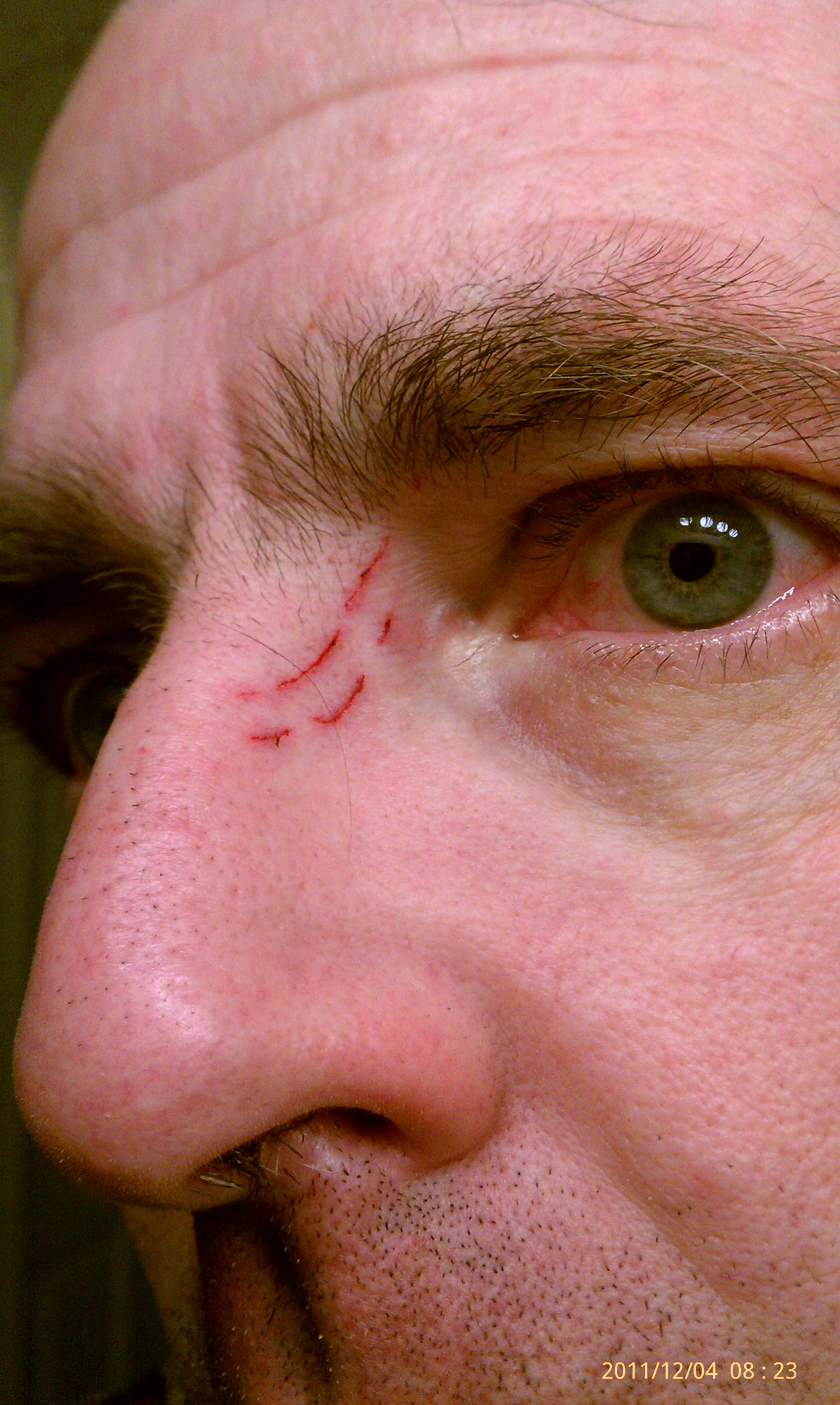
Superficial incision wounds from the claws of a cat.

### Vết thương đóng (Chấn thương hay vết thương kín)
Xảy ra khi gặp chấn thương trực tiếp như ngã hoặc bị tấn công bởi một vật gì đó. Trên vết thương kín, da không bị xước   phá vỡ tình trạng nguyên vẹn của da, nhưng mô bên dưới hoặc huyết quản bị tổn thương, gây chảy máu dưới da, sưng. 

## Sơ cứu vết thương

### Vết thương kín
Nếu vết bầm tím có thể chăm sóc tại nhà bằng cách:
- Chườm đá lên vết thương trong 20 phút để giảm đau.
- Nâng cao vùng bị thương để giảm sưng.

Trường hợp chấn thương vùng đầu hoặc vết thương kín ở ngực, bụng,… nên đến ngay cơ sở y tế để được chẩn đoán, điều trị kịp thời. 

### Sơ cứu vết thương hở
Quy trình sơ cứu vết thương hở như sau: Rửa sạch tay -> Cầm máu -> Làm sạch vết thương -> Xử lý vết thương bằng thuốc -> Băng vết thương -> Thay băng -> Di chuyển đến bệnh viện -> Theo dõi nhiễm trùng. 
Với vết thương bị cắt, rách nhỏ
- Cầm máu bằng cách dùng khăn sạch, băng hoặc gạc vô trùng ép trực tiếp lên vết thương 3 – 5 phút
- Sau đó
  - Làm sạch vết thương bằng nước sạch hoặc nước muối sinh lý.
  - Loại bỏ chất bẩn hoặc mảnh vụ ở vết thương nếu có
  - Bôi thuốc mỡ kháng sinh và băng vết thương.
  - Thay băng cũ và kiểm tra dấu hiệu nhiễm trùng ít nhất 1 lần/ngày.
  - Đưa nạn nhân đến bệnh viện nếu vết thương sâu, chảy nhiều máu.
  - Theo dõi các dấu hiệu nhiễm trùng nếu thấy các triệu chứng đỏ, vết thương tiết dịch,…

Với những vết rách lớn, cầm máu là việc làm ưu tiên hàng đầu, sau đó làm sạch, băng vết thương và đưa nạn nhân tới cơ sở y tế gần nhất để điều trị kịp thời.
Sơ cứu vết thương bị đâm xuyên
Với những vết thương bị đâm xuyên, cần nhanh chóng thực hiện cầm máu, băng vết thương bằng khăn sạch và chuyển nạn nhân đến ngay cơ sở y tế gần nhất. Tuyệt đối không được rút các vật đâm xuyên ra khỏi cơ thể nạn nhân.
Sơ cứu vết thương súng bắn
Sơ cứu vết thương do súng bắn theo những bước sau: 
- Thực hiện cầm máu.
- Làm sạch vết thương.
- Che vết thương bằng khăn sạch, băng hoặc gạc vô trùng.
- Nhanh chóng đưa nạn nhân đến bệnh viện.